# Mrkoplje
Mrkoplje – wieś w Chorwacji, w żupanii pożedzko-slawońskiej, w gminie Brestovac. W 2011 roku pozostawała niezamieszkana.